# Équipe de Jamaïque féminine de football à la Coupe du monde 2019
L'équipe de Jamaïque féminine de football participe à la Coupe du monde de 2019 organisée en France du 7 juin 2019 au 7 juillet 2019.

## Qualification
La Jamaïque finit troisième du Championnat féminin de la CONCACAF 2018 de la CONCACAF après s'être qualifiée de la zone Caraïbes. C'est d'ailleurs la deuxième fois qu'une équipe caribéenne monte sur le podium du Championnat féminin de la CONCACAF entraînant l'élimination de l'équipe du Mexique. La Jamaïque, après s'être inclinée 6-0 face à l'équipe des États-Unis, s'impose face au Panama pour la médaille de bronze en séance de tirs au but.

## Compétition
Pour un article plus général, voir Coupe du monde féminine de football 2019.

### Format et tirage au sort
Les 24 équipes qualifiées pour la Coupe du monde sont réparties en quatre chapeaux de six équipes. Lors du tirage au sort, six groupes de quatre équipes sont formés, les quatre équipes de chaque groupe provenant chacune d'un chapeau différent. Celles-ci s'affrontent une fois chacune : à la fin des trois journées, les deux premiers de chaque groupe sont qualifiés pour les huitièmes de finale, ainsi que les quatre meilleurs troisième de groupe.
Le chapeau 4 contient les équipes africaines (Nigeria, Cameroun, Afrique du Sud) aux côtés de deux sud-américaines (Argentine, Chili) et de la Jamaïque. 
Le tirage donne alors pour adversaires l'Australie, l'Italie et le Brésil. La Jamaïque est l'équipe supposée la plus faible du groupe C.

### Premier tour - Groupe C
| Rang | Équipe    | Pts | J | G | N | P | Bp | Bc | Diff |
| ---- | --------- | --- | - | - | - | - | -- | -- | ---- |
| 1    | Italie    | 6   | 3 | 2 | 0 | 1 | 7  | 2  | +5   |
| 2    | Australie | 6   | 3 | 2 | 0 | 1 | 8  | 5  | +3   |
| 3    | Brésil    | 6   | 3 | 2 | 0 | 1 | 6  | 3  | +3   |
| 4    | Jamaïque  | 0   | 3 | 0 | 0 | 3 | 1  | 12 | -11  |

#### Brésil - Jamaïque
| Match 6           | Brésil                                                                      | 3 – 0   | Jamaïque    | Stade des Alpes, Grenoble                     |                                               |
| 9 juin 2019 15:30 | (Alves ) Cristiane 15e · Alves 39e · (Alves ) Cristiane 50e · Cristiane 64e | (1 - 0) |             | Spectateurs : 17 668 Arbitrage : Riem Hussein | Spectateurs : 17 668 Arbitrage : Riem Hussein |
| 9 juin 2019 15:30 | Formiga 58e · Daiane 82e                                                    | Rapport | 17e Plummer | Spectateurs : 17 668 Arbitrage : Riem Hussein | Spectateurs : 17 668 Arbitrage : Riem Hussein |

| Brésil | Jamaïque |

| BRÉSIL :        |    |                |             |     |
|                 |    |                |             |     |
| Gardien de but  | 1  | Bárbara        |             |     |
|                 | 13 | Letícia Santos |             |     |
|                 | 14 | Kathellen      |             | 76e |
|                 | 21 | Mônica         |             |     |
|                 | 6  | Tamires        |             |     |
|                 | 7  | Andressa Alves | 39e         |     |
|                 | 8  | Formiga        | 58e         |     |
|                 | 5  | Thaisa         |             |     |
|                 | 9  | Debinha        |             |     |
|                 | 16 | Beatriz        |             | 65e |
|                 | 11 | Cristiane      | 15e 50e 64e | 65e |
| Remplaçantes :  |    |                |             |     |
|                 | 19 | Ludmila        |             | 65e |
|                 | 23 | Geyse          |             | 65e |
|                 | 3  | Daiane Limeira | 82e         | 76e |
| Sélectionneur : |    |                |             |     |
| Vadão           |    |                |             |     |

| JAMAÏQUE :      |    |                       |     |     |
|                 |    |                       |     |     |
| Gardien de but  | 1  | Sydney Schneider      |     |     |
|                 | 16 | Dominique Bond-Flasza |     |     |
|                 | 5  | Konya Plummer         | 17e |     |
|                 | 17 | Allyson Swaby         |     |     |
|                 | 14 | Deneisha Blackwood    |     |     |
|                 | 4  | Chantelle Swaby       |     |     |
|                 | 6  | Havana Solaun         |     | 72e |
|                 | 9  | Marlo Sweatman        |     |     |
|                 | 20 | Cheyna Matthews       |     | 62e |
|                 | 11 | Khadija Shaw          |     |     |
|                 | 18 | Trudi Carter          |     | 79e |
| Remplaçantes :  |    |                       |     |     |
|                 | 10 | Jody Brown            |     | 62e |
|                 | 7  | Chinyelu Asher        |     | 72e |
|                 | 15 | Tiffany Cameron       |     | 79e |
| Sélectionneur : |    |                       |     |     |
| Hue Menzies     |    |                       |     |     |

| Assistantes : Kylie Cockburn Mihaela Tepusa Quatrième arbitre : Kateryna Monzul Arbitre vidéo : Bastian Dankert Assistants arbitre vidéo : Maryna Striletska Sascha Stegemann Femme du Match : Cristiane |

#### Jamaïque - Italie
| Match 18           | Jamaïque                 | 0 – 5   | Italie | Stade Auguste-Delaune, Reims                         |                                                      |
| 14 juin 2019 18:00 |                          | (0 - 2) | 12e (pen.) Girelli · 25e Girelli ( Giugliano) · 46e Girelli ( Giugliano) · 71e Galli ( Boattin) · 81e Galli ( Giugliano) | Spectateurs : 12 016 Arbitrage : Anna-Marie Keighley | Spectateurs : 12 016 Arbitrage : Anna-Marie Keighley |
| 14 juin 2019 18:00 | Schneider 12e · Shaw 59e | Rapport | | Spectateurs : 12 016 Arbitrage : Anna-Marie Keighley | Spectateurs : 12 016 Arbitrage : Anna-Marie Keighley |

| Jamaïque | Italie |

| JAMAÏQUE :      |    |                        |     |     |
|                 |    |                        |     |     |
| Gardien de but  | 1  | Sydney Schneider       | 12e |     |
|                 | 12 | Sashana Campbell       |     |     |
|                 | 5  | Konya Plummer          |     |     |
|                 | 17 | Allyson Swaby          |     |     |
|                 | 14 | Deneisha Blackwood     |     |     |
|                 | 21 | Olufolasade Adamolekun |     | 76e |
|                 | 6  | Havana Solaun          |     |     |
|                 | 4  | Chantelle Swaby        |     | 46e |
|                 | 7  | Chinyelu Asher         |     |     |
|                 | 11 | Khadija Shaw           | 59e |     |
|                 | 22 | Mireya Grey            |     | 66e |
| Remplaçantes :  |    |                        |     |     |
|                 | 9  | Marlo Sweatman         |     | 46e |
|                 | 10 | Jody Brown             |     | 66e |
|                 | 2  | Lauren Silver          |     | 76e |
| Sélectionneur : |    |                        |     |     |
| Hue Menzies     |    |                        |     |     |

| ITALIE :         |    |                       |                    |     |
|                  |    |                       |                    |     |
| Gardien de but   | 1  | Laura Giuliani        |                    |     |
|                  | 7  | Alia Guagni           |                    | 57e |
|                  | 3  | Sara Gama             |                    |     |
|                  | 5  | Elena Linari          |                    |     |
|                  | 13 | Elisa Bartoli         |                    |     |
|                  | 2  | Valentina Bergamaschi |                    | 65e |
|                  | 23 | Manuela Giugliano     |                    |     |
|                  | 21 | Valentina Cernoia     |                    |     |
|                  | 9  | Daniela Sabatino      |                    |     |
|                  | 10 | Cristiana Girelli     | 12e (pen.) 25e 46e | 72e |
|                  | 11 | Barbara Bonansea      |                    |     |
| Remplaçantes :   |    |                       |                    |     |
|                  | 17 | Lisa Boattin          |                    | 57e |
|                  | 4  | Aurora Galli          | 71e 81e            | 65e |
|                  | 19 | Valentina Giacinti    |                    | 72e |
| Sélectionneuse : |    |                       |                    |     |
| Milena Bertolini |    |                       |                    |     |

| Assistantes : Sarah Jones Maria Salamasina Quatrième arbitre : Claudia Umpiérrez Arbitre vidéo : Danny Makkelie Assistants arbitre vidéo : Chrysoula Kourompylia Paweł Gil Femme du Match : Cristiana Girelli |

#### Jamaïque - Australie
| Match 29           | Jamaïque           | 1 – 4   | Australie                                                     | Stade des Alpes, Grenoble                        |                                                  |
| 18 juin 2019 21:00 | ( Shaw) Solaun 49e | (0 - 2) | 11e Kerr ( Gielnik) · 42e Kerr ( Gorry) · 69e Kerr · 83e Kerr | Spectateurs : 17 402 Arbitrage : Katalin Kulcsár | Spectateurs : 17 402 Arbitrage : Katalin Kulcsár |
| 18 juin 2019 21:00 | Plummer 71e        | Rapport | 76e van Egmond                                                | Spectateurs : 17 402 Arbitrage : Katalin Kulcsár | Spectateurs : 17 402 Arbitrage : Katalin Kulcsár |

| Jamaïque | Australie |

| JAMAÏQUE :      |    |                    |     |     |
|                 |    |                    |     |     |
| Gardien de but  | 13 | Nicole McClure     |     |     |
|                 | 12 | Sashana Campbell   |     |     |
|                 | 5  | Konya Plummer      | 71e |     |
|                 | 17 | Allyson Swaby      |     |     |
|                 | 14 | Deneisha Blackwood |     |     |
|                 | 4  | Chantelle Swaby    |     |     |
|                 | 11 | Khadija Shaw       |     |     |
|                 | 19 | Toriana Patterson  |     |     |
|                 | 22 | Mireya Grey        |     | 72e |
|                 | 20 | Cheyna Matthews    |     | 59e |
|                 | 15 | Tiffany Cameron    |     | 46e |
| Remplaçantes :  |    |                    |     |     |
|                 | 6  | Havana Solaun      | 49e | 46e |
|                 | 18 | Trudi Carter       |     | 59e |
|                 | 10 | Jody Brown         |     | 72e |
| Sélectionneur : |    |                    |     |     |
| Hue Menzies     |    |                    |     |     |

| AUSTRALIE :     |    |                   |                 |     |
|                 |    |                   |                 |     |
| Gardien de but  | 1  | Lydia Williams    |                 |     |
|                 | 21 | Ellie Carpenter   |                 |     |
|                 | 14 | Alanna Kennedy    |                 |     |
|                 | 7  | Stephanie Catley  |                 |     |
|                 | 5  | Karly Roestbakken |                 |     |
|                 | 6  | Chloe Logarzo     |                 |     |
|                 | 10 | Emily van Egmond  | 76e             |     |
|                 | 19 | Katrina Gorry     |                 | 87e |
|                 | 15 | Emily Gielnik     |                 | 59e |
|                 | 20 | Sam Kerr          | 11e 42e 69e 83e |     |
|                 | 11 | Lisa De Vanna     |                 | 63e |
| Remplaçantes :  |    |                   |                 |     |
|                 | 9  | Caitlin Foord     |                 | 59e |
|                 | 16 | Hayley Raso       |                 | 63e |
|                 | 3  | Aivi Luik         |                 | 87e |
| Sélectionneur : |    |                   |                 |     |
| Ante Milicic    |    |                   |                 |     |

| Assistantes : Katalin Török Sanja Rodak Quatrième arbitre : Jana Adámková Arbitre vidéo : José María Sánchez Assistants arbitre vidéo : Sian Massey Mohammed Abdulla Mohammed Femme du Match : Sam Kerr |

## Temps de jeu
| Joueuse                |                   |                   |                   | TT                | But inscrit       | Passe décisive    | MJ                | MT                | Légende |
| ---------------------- | ----------------- | ----------------- | ----------------- | ----------------- | ----------------- | ----------------- | ----------------- | ----------------- | --- |
| Gardiennes de but      | Gardiennes de but | Gardiennes de but | Gardiennes de but | Gardiennes de but | Gardiennes de but | Gardiennes de but | Gardiennes de but | Gardiennes de but | Abréviations et symboles : TT : Total de minutes jouées MJ : Nombre de matchs joués MT : Matchs joués en tant que titulaire : but : passe décisive : joueuse entrée : joueuse remplacée : capitaine : carton jaune : carton rouge |
| Sydney Schneider       | 90                | 90 · 12e          | -                 | 180               | -                 | -                 | 2                 | 2                 | Abréviations et symboles : TT : Total de minutes jouées MJ : Nombre de matchs joués MT : Matchs joués en tant que titulaire : but : passe décisive : joueuse entrée : joueuse remplacée : capitaine : carton jaune : carton rouge |
| Nicole McClure         | -                 | -                 | 90                | 90                | -                 | -                 | 1                 | 1                 | Abréviations et symboles : TT : Total de minutes jouées MJ : Nombre de matchs joués MT : Matchs joués en tant que titulaire : but : passe décisive : joueuse entrée : joueuse remplacée : capitaine : carton jaune : carton rouge |
| Yazmeen Jamieson       | -                 | -                 | -                 | -                 | -                 | -                 | -                 | -                 | Abréviations et symboles : TT : Total de minutes jouées MJ : Nombre de matchs joués MT : Matchs joués en tant que titulaire : but : passe décisive : joueuse entrée : joueuse remplacée : capitaine : carton jaune : carton rouge |
| Défenseures            |                   |                   |                   |                   |                   |                   |                   |                   | Abréviations et symboles : TT : Total de minutes jouées MJ : Nombre de matchs joués MT : Matchs joués en tant que titulaire : but : passe décisive : joueuse entrée : joueuse remplacée : capitaine : carton jaune : carton rouge |
| Lauren Silver          | -                 | 76e               | -                 | 14                | -                 | -                 | 1                 | 0                 | Abréviations et symboles : TT : Total de minutes jouées MJ : Nombre de matchs joués MT : Matchs joués en tant que titulaire : but : passe décisive : joueuse entrée : joueuse remplacée : capitaine : carton jaune : carton rouge |
| Chanel Hudson-Marks    | -                 | -                 | -                 | -                 | -                 | -                 | -                 | -                 | Abréviations et symboles : TT : Total de minutes jouées MJ : Nombre de matchs joués MT : Matchs joués en tant que titulaire : but : passe décisive : joueuse entrée : joueuse remplacée : capitaine : carton jaune : carton rouge |
| Konya Plummer          | 90 · 17e          | 90                | 90 · 71e          | 270               | -                 | -                 | 3                 | 3                 | Abréviations et symboles : TT : Total de minutes jouées MJ : Nombre de matchs joués MT : Matchs joués en tant que titulaire : but : passe décisive : joueuse entrée : joueuse remplacée : capitaine : carton jaune : carton rouge |
| Deneisha Blackwood     | 90                | 90                | 90                | 270               | -                 | -                 | 3                 | 3                 | Abréviations et symboles : TT : Total de minutes jouées MJ : Nombre de matchs joués MT : Matchs joués en tant que titulaire : but : passe décisive : joueuse entrée : joueuse remplacée : capitaine : carton jaune : carton rouge |
| Dominique Bond-Flasza  | 90                | -                 | -                 | 90                | -                 | -                 | 1                 | 1                 | Abréviations et symboles : TT : Total de minutes jouées MJ : Nombre de matchs joués MT : Matchs joués en tant que titulaire : but : passe décisive : joueuse entrée : joueuse remplacée : capitaine : carton jaune : carton rouge |
| Allyson Swaby          | 90                | 90                | 90                | 270               | -                 | -                 | 3                 | 3                 | Abréviations et symboles : TT : Total de minutes jouées MJ : Nombre de matchs joués MT : Matchs joués en tant que titulaire : but : passe décisive : joueuse entrée : joueuse remplacée : capitaine : carton jaune : carton rouge |
| Toriana Patterson      | -                 | -                 | 90                | 90                | -                 | -                 | 1                 | 1                 | Abréviations et symboles : TT : Total de minutes jouées MJ : Nombre de matchs joués MT : Matchs joués en tant que titulaire : but : passe décisive : joueuse entrée : joueuse remplacée : capitaine : carton jaune : carton rouge |
| Milieux                |                   |                   |                   |                   |                   |                   |                   |                   | Abréviations et symboles : TT : Total de minutes jouées MJ : Nombre de matchs joués MT : Matchs joués en tant que titulaire : but : passe décisive : joueuse entrée : joueuse remplacée : capitaine : carton jaune : carton rouge |
| Chantelle Swaby        | 90                | 46e               | 90                | 225               | -                 | -                 | 3                 | 3                 | Abréviations et symboles : TT : Total de minutes jouées MJ : Nombre de matchs joués MT : Matchs joués en tant que titulaire : but : passe décisive : joueuse entrée : joueuse remplacée : capitaine : carton jaune : carton rouge |
| Havana Solaun          | 72e               | 90                | 46e · 49e         | 207               | 1                 | -                 | 3                 | 2                 | Abréviations et symboles : TT : Total de minutes jouées MJ : Nombre de matchs joués MT : Matchs joués en tant que titulaire : but : passe décisive : joueuse entrée : joueuse remplacée : capitaine : carton jaune : carton rouge |
| Chinyelu Asher         | 72e               | 90                | -                 | 108               | -                 | -                 | 2                 | 1                 | Abréviations et symboles : TT : Total de minutes jouées MJ : Nombre de matchs joués MT : Matchs joués en tant que titulaire : but : passe décisive : joueuse entrée : joueuse remplacée : capitaine : carton jaune : carton rouge |
| Ashleigh Shim          | -                 | -                 | -                 | -                 | -                 | -                 | -                 | -                 | Abréviations et symboles : TT : Total de minutes jouées MJ : Nombre de matchs joués MT : Matchs joués en tant que titulaire : but : passe décisive : joueuse entrée : joueuse remplacée : capitaine : carton jaune : carton rouge |
| Marlo Sweatman         | 90                | 46e               | -                 | 135               | -                 | -                 | 2                 | 1                 | Abréviations et symboles : TT : Total de minutes jouées MJ : Nombre de matchs joués MT : Matchs joués en tant que titulaire : but : passe décisive : joueuse entrée : joueuse remplacée : capitaine : carton jaune : carton rouge |
| Sashana Campbell       | -                 | 90                | 90                | 180               | -                 | -                 | 2                 | 2                 | Abréviations et symboles : TT : Total de minutes jouées MJ : Nombre de matchs joués MT : Matchs joués en tant que titulaire : but : passe décisive : joueuse entrée : joueuse remplacée : capitaine : carton jaune : carton rouge |
| Attaquantes            |                   |                   |                   |                   |                   |                   |                   |                   | Abréviations et symboles : TT : Total de minutes jouées MJ : Nombre de matchs joués MT : Matchs joués en tant que titulaire : but : passe décisive : joueuse entrée : joueuse remplacée : capitaine : carton jaune : carton rouge |
| Jody Brown             | 62e               | 66e               | 72e               | 70                | -                 | -                 | 3                 | 0                 | Abréviations et symboles : TT : Total de minutes jouées MJ : Nombre de matchs joués MT : Matchs joués en tant que titulaire : but : passe décisive : joueuse entrée : joueuse remplacée : capitaine : carton jaune : carton rouge |
| Khadija Shaw           | 90                | 90 · 59e          | 90                | 270               | -                 | 1                 | 3                 | 3                 | Abréviations et symboles : TT : Total de minutes jouées MJ : Nombre de matchs joués MT : Matchs joués en tant que titulaire : but : passe décisive : joueuse entrée : joueuse remplacée : capitaine : carton jaune : carton rouge |
| Tiffany Cameron        | 79e               | -                 | 46e               | 56                | -                 | -                 | 2                 | 1                 | Abréviations et symboles : TT : Total de minutes jouées MJ : Nombre de matchs joués MT : Matchs joués en tant que titulaire : but : passe décisive : joueuse entrée : joueuse remplacée : capitaine : carton jaune : carton rouge |
| Trudi Carter           | 79e               | -                 | 59e               | 110               | -                 | -                 | 2                 | 1                 | Abréviations et symboles : TT : Total de minutes jouées MJ : Nombre de matchs joués MT : Matchs joués en tant que titulaire : but : passe décisive : joueuse entrée : joueuse remplacée : capitaine : carton jaune : carton rouge |
| Cheyna Matthews        | 62e               | -                 | 59e               | 121               | -                 | -                 | 2                 | 2                 | Abréviations et symboles : TT : Total de minutes jouées MJ : Nombre de matchs joués MT : Matchs joués en tant que titulaire : but : passe décisive : joueuse entrée : joueuse remplacée : capitaine : carton jaune : carton rouge |
| Olufolasade Adamolekun | -                 | 76e               | -                 | 76                | -                 | -                 | 1                 | 1                 | Abréviations et symboles : TT : Total de minutes jouées MJ : Nombre de matchs joués MT : Matchs joués en tant que titulaire : but : passe décisive : joueuse entrée : joueuse remplacée : capitaine : carton jaune : carton rouge |
| Mireya Grey            | -                 | 66e               | 72e               | 138               | -                 | -                 | 2                 | 2                 | Abréviations et symboles : TT : Total de minutes jouées MJ : Nombre de matchs joués MT : Matchs joués en tant que titulaire : but : passe décisive : joueuse entrée : joueuse remplacée : capitaine : carton jaune : carton rouge |
| Total                  |                   |                   |                   |                   |                   |                   |                   |                   | Abréviations et symboles : TT : Total de minutes jouées MJ : Nombre de matchs joués MT : Matchs joués en tant que titulaire : but : passe décisive : joueuse entrée : joueuse remplacée : capitaine : carton jaune : carton rouge |
| Équipe de Jamaïque     | 90                | 90                | 90                | 270               | 1                 | 1                 | 3                 | -                 | Abréviations et symboles : TT : Total de minutes jouées MJ : Nombre de matchs joués MT : Matchs joués en tant que titulaire : but : passe décisive : joueuse entrée : joueuse remplacée : capitaine : carton jaune : carton rouge |